# Enrique Sarmiento Angulo
Enrique Sarmiento Angulo (Bogotá, 1 de junho de 1934) é um clérigo colombiano e bispo católico romano emérito de Fontibón.
O Arcebispo de Bogotá, Cardeal Crisanto Luque Sánchez, o ordenou sacerdote em 24 de outubro de 1958..
Em 3 de maio de 1986, o Papa João Paulo II o nomeou bispo auxiliar de Bogotá e bispo titular de Crepedula. O Arcebispo de Bogotá, Cardeal Mario Revollo Bravo, o consagrou em 13 de junho do mesmo ano; Os co-consagrantes foram Rafael Sarmiento Peralta, Arcebispo de Nueva Pamplona, e Víctor Manuel López Forero, Bispo Militar da Colômbia.
De 13 de agosto a 27 de dezembro de 1994, durante a vacância da Sede, foi Administrador Apostólico de Bogotá. Foi nomeado Bispo de Fontibón em 6 de agosto de 2003 e empossado em 13 de setembro do mesmo ano.
Em 25 de novembro de 2011, o Papa Bento XVI aceito seu pedido de demissão de Enrique Sarmiento Angulo por motivos de idade.